# Тарасов, Александр Александрович
Александр Александрович Тарасов (род. 24 декабря 1990, Магнитогорск, Челябинская область) — российский хоккеист, защитник.

## Биография
Воспитанник магнитогорского «Металлурга». В сезоне 2007/08 дебютировал в первой лиге чемпионата России за «Металлург-2». Перед сезоном 2008/09 перешёл в «ХК МВД», играл за вторую команду в первой лиге. В следующем сезоне сыграл семь матчей в КХЛ, выступал в МХЛ за «Шериф» Тверь. После объединения ХК МВД с «Динамо» Москва провёл в начале сезона 2010/11 два матча в КХЛ за ОХК «Динамо». Выступал за «Шериф» в МХЛ и «Динамо» Тверь в ВХЛ. В сезоне 2011/12 играл в ВХЛ за «Динамо» Балашиха и в МХЛ за ХК МВД Балашиха, затем перешёл в «Сибирь», в составе которой провёл 14 матчей в КХЛ. В дальнейшем играл за «Рязань» (2012/13, ВХЛ) и за клуб чемпионата Казахстана «Алматы» (2013/14)
Участник молодёжного чемпионата мира 2010 года.